# Erhan Arslan
Erhan Arslan (* 13. November 1956 in Tekirdağ) ist ein ehemaliger türkischer Fußballtorhüter und -trainer.

## Spielerkarriere

### Verein
Arslan begann mit dem Vereinsfußball in seiner Heimatstadt Tekirdağ in der Jugend von Tekirdağspor. 1973 wurde er beim damaligen Drittligisten in den Profikader aufgenommen und hier für die türkischen Jugendnationalmannschaften entdeckt.
Zur Spielzeit 1976/77 wechselte er zum Erstligisten Adanaspor. In seiner ersten Spielzeit für Adanaspor saß er meistens auf der Ersatzbank und absolvierte neun Ligaspiele. Die zweite Saison setzte er sich gegen den Stammtorwart der Vorsaison, gegen Malik Gençalp, durch und bestritt 24 Ligaspiele. Die Liga beendete man auf dem 4. Tabellenplatz, wiederholte den bis dato besten Tabellenplatz der Vereinsgeschichte und qualifizierte sich für den UEFA-Pokal der kommenden Saison. Die neue Saison verlief durchwachsen für Adanaspor, während Arslan unangefochten Stammtorhüter blieb. Im UEFA-Pokal schied der Verein bereits in der ersten Runde gegen den ungarischen Vertreter Honvéd Budapest aus und die Liga beendete man von der Tabellenspitze weit abgeschlagen auf dem 11. Tabellenplatz. In der Saison 1979/80 verlor Arslan seinen Stammplatz wieder an Gençalp und absolvierte lediglich acht Ligaspiele.
Im Sommer 1980 verließ Arslan nach vier Jahren Adanaspor und heuerte beim Ligakonkurrenten und Aufsteiger Kocaelispor an. Bei Kocaelispor blieb er die nächsten fünf Spielzeiten und war während dieser Zeit Stammtorhüter.
Für die Saison 1985/86 wechselte er innerhalb der Liga zum Istanbuler Verein Sarıyer SK. Hier traf er mit İlker Çelik auf einen starken Konkurrenten für den Posten des Stammtorhüters und schaffte nur für die Hälfte der Spiele, sich gegen Çelik durchzusetzen. Der Verein beendete die Saison auf dem 4. Tabellenplatz und erreichte somit die beste Platzierung der Vereinshistorie. In seiner zweiten Saison bei Sarıyer setzte sich Arslan gegen Çelik durch und absolvierte mit 23 Ligaspielen die meisten Ligaeinsätze.
Zur Saison 1987/88 verließ er Sarıyer und wechselte innerhalb der Liga zu Bursaspor. Bei diesem Verein etablierte er sich auf Anhieb als Stammtorhüter. Die Saison beendete sein Verein auf dem 5. Tabellenplatz und erreichte damit bis dato die zweitbeste Platzierung der Vereinsgeschichte. Arslan spielte die nachfolgenden zwei Spielzeiten ebenfalls als Stammtorhüter und verbrachte die Spielzeit 1990/91 beim Zweitligisten Sakaryaspor. Zum Saisonende kehrte er zu Bursaspor zurück und saß hier eine Spielzeit ausschließlich auf der Ersatzbank. Im Türkischen Fußballpokal der Spielzeit 1991/92 erreichte man das Finale. Im damals mit Hin- und Rückspiel ausgespielten Pokalfinale gewann Bursaspor das erste Spiel vor heimischer Kulisse deutlich mit 3:0 gegen Trabzonspor. Das Rückspiel verlor man mit 1:5 und verpasste so den sicher geglaubten Pokalgewinn. Nach dem verpassten Pokalgewinn trat man im Premierminister-Pokal gegen Fenerbahçe Istanbul an. Das Spiel entschied Bursaspor mit 3:1 für sich und gewann nach 1971 diesen Pokal zum zweiten Mal. Anschließend beendete er zum Sommer 1992 seine aktive Fußballspielerkarriere.

### Nationalmannschaft
Arslan spielte zwischen den Jahren 1973 bis 1975 insgesamt 19 Mal für die türkische U-18-Jugendnationalmannschaft. Mit der türkischen U-18 nahm er 1975 am UEFA-Juniorenturnier, dem Vorläufer der U-18-Fußball-Europameisterschaft, teil und wurde in diesem Turnier Vierter. Mit diesem Abschneiden erzielte man das bis dato beste Ergebnis einer türkischen Nationalmannschaft in einem großen Turnier.
Arslan wurde von 1978 bis 1985 insgesamt sieben Mal für die Türkische Nationalmannschaft nominiert und musste bei sechs Partien den Stammtorhütern Arif Peçenek bzw. Şenol Güneş den Vorzug geben. Sein Nationalspieldebüt und gleichzeitig einziges Länderspiel absolvierte Arslan während eines Qualifikationsspiels der WM 1986 gegen die Nordirische Nationalmannschaft.

## Trainerkarriere
Gleich im Anschluss an seine Fußballspielerkarriere begann er seine Trainerkarriere. Als erste Tätigkeit übernahm er zum Sommer 1992 bei seinem letzten Verein Bursaspor den Co-Trainer-Posten und assistierte hier seinem ehemaligen Trainer Yılmaz Vural. Diesem Trainer folgte er nach einem Jahr zu Gaziantepspor und arbeitete hier ebenfalls als Co-Trainer.
Die nachfolgenden Jahre arbeitete er überwiegend als Cheftrainer und betreute überwiegend Vereine der TFF 1. Lig und TFF 2. Lig.

## Erfolge
- Mit Adanaspor
  - Tabellenvierter der Süper Lig (1): 1977/78

- Mit Sarıyer SK
  - Tabellenvierter der Süper Lig (1): 1985/86

- Mit Bursaspor
  - Tabellenfünfter der Süper Lig (1): 1987/88
  - Türkischer Pokalfinalist (1): 1991/92
  - Başbakanlık Kupası (1): 1992

- Mit der Türkische U-18-Nationalmannschaft
  - Halbfinalist beim UEFA-Juniorenturnier: 1975